# Alston Ryan
Alston Conrad Sylvester Ryan (* 9. Oktober 1993 in Montserrat) ist ein Boxer aus Antigua und Barbuda.

## Boxkarriere
Alston Ryan ist im britischen Überseegebiet Montserrat geboren, lebt in England und trainiert im Repton Boxing Club von London, einer seiner Trainer ist Maurice Hope.
Er startet für Antigua und Barbuda, war Teilnehmer der Commonwealth Games 2018 in Gold Coast, sowie 2019 jeweils Gewinner einer Bronzemedaille bei der Karibischen Meisterschaft in Couva und den Panamerikanischen Spielen in Lima.
Aufgrund seiner kontinentalen Ranglistenplatzierung erhielt er einen Startplatz bei den 2021 ausgetragenen Olympischen Spielen 2020 in Tokio, wo er in der Vorrunde gegen Howhannes Batschkow ausschied. Bei den Commonwealth Games 2022 in Birmingham unterlag er im Viertelfinale gegen Abdul Omar und bei den Weltmeisterschaften 2023 in Taschkent gegen Obada Al-Kasbeh. Weiters war er Teilnehmer der Zentralamerika- und Karibikspiele 2023, der Panamerikanischen Spiele 2023 und der Panamerikameisterschaft 2023.